# Trochidrobia
Trochidrobia is een geslacht van weekdieren uit de klasse van de Gastropoda (slakken).

## Soort
- Trochidrobia punicea Ponder, Hershler & Jenkins, 1989